# International DuraStar
International DuraStar (первоначально представленная как серия International 4000) представляет собой линейку грузовиков средней грузоподъемности, производимую Navistar International с 2001 по 2018 год. Представленная как преемник серии International 4000 1989—2001 годов, серия 4000 была переименована. DuraStar в 2008 году. Разработанный как линейка продуктов класса 6-7, 4000 / DuraStar был расположен ниже полутрактора для региональных перевозок 8000 / TranStar, а International TerraStar класса 5 (2010—2015 гг.) ассортимент продукции.

## 4000 серия (2001—2007)
В феврале 2001 года Navistar выпустила совершенно новую серию 4000, получившую название «Высокопроизводительные грузовики». Серия 4000, разработанная на совместном предприятии Blue Diamond Truck с Ford, стала первой полностью новой линейкой грузовиков International после серии S 1979 года. Разделяя шасси с Ford F-Series средней грузоподъемности (представленный в 2000 году), International 4300/4400 сохранил дизели DT466 и DT530 своих предшественников. Для версий, оснащенных автоматической коробкой передач, электроника двигателя и трансмиссии была перенастроена для оптимизации реакции дроссельной заслонки и переключения передач, чтобы повысить как производительность, так и экономию топлива. Чтобы улучшить обзор вперед, размер лобового стекла был увеличен более чем на 60 %, при этом дополнительное внимание было уделено улучшению вентиляции.
При запуске серии 4000 были представлены стандартные модели 4300 и 4400 с полной массой более высокой в качестве замены предыдущей модельной серии 4900. В 2002 году модель 4200 с меньшей полной массой была представлена в качестве замены серии 4700, что ознаменовало появление двигателя VT365. В 2006 году была представлена модель 4100, расширившая модельный ряд до сегмента класса 5; Модель была снята с производства через год производства. Модели 4200, 4300 и 4400 выпускались как со стандартной, так и с низкопрофильной рамой. Модель 4400 также выпускалась в полутракторном исполнении; Расположенный на 4 дюйма выше шасси грузовика, трактор 4400 был единственной версией, предлагаемой с двигателем DT570 в качестве опции.

## DuraStar (2008—2018)
В 2008 году, одновременно с появлением моделей International ProStar и International LoneStar, Navistar пересмотрела брендинг своих модельных рядов грузовиков. В соответствии с номенклатурой, ранее использовавшейся International Harvester, линейки грузовиков приняли схему наименования «xxxxStar», а серия 4000 приняла название модели DuraStar. Это изменение было полностью завершено в 2010 модельном году. В другой версии, чтобы соответствовать нормам выбросов 2007 года, линейка трансмиссий претерпела обширную переработку: 6,0-литровый двигатель VT365 V8 был заменен 6,4-литровым двигателем MaxxForce 7 V8. Семейство рядных шестицилиндровых двигателей DT также претерпело изменения: DT466 стал MaxxForce DT, а DT570 стал MaxxForce 9, в котором использовались четырёхклапанные головки цилиндров и рециркуляция выхлопных газов для снижения выбросов.

## Второе поколение (2019 — настоящее время)
В 2019 модельном году линейка среднетоннажных автомобилей DuraStar претерпела самую масштабную переработку с момента своего дебюта в 2001 году и была переименована в International MV Series. В соответствии с изменениями в линейке продуктов Международного класса 8, серия MV представила ряд обновлений интерьера кабины. Внешне отличавшийся более крупными дверями и боковыми окнами, четвертьокна DuraStar были заменены цельным боковым окном с нижним подоконником. Приборная панель претерпела значительные изменения: предыдущая приборная панель была заменена реконфигурируемым цифровым дисплеем.
В серии International MV продолжают использоваться дизельные двигатели Cummins, в зависимости от конфигурации предлагаются Cummins B6.7 и L9.
В 2021 году серия MV обновилась с изменённым дизайном капота и бампера.

### Электрический вариант (эМВ)
В 2021 году Navistar анонсировала аккумуляторный электрический вариант серии MV — eMV. 11 октября 2021 года Navistar и Penske объявили, что Penske станет первым флотом в США, который будет эксплуатировать eMV.